# 皮托
皮托（法語：Puteaux，法語發音：[pyto] ⓘ），法国中北部城市，法兰西岛大区上塞纳省的一个市镇，隶属于楠泰尔区，其市镇面积为3.19平方公里，2022年1月1日时人口数量为44,198人，在法国城市中排名第170位。
皮托位于上塞纳省中北部，塞纳河左岸，拉德芳斯商务区的西部及南部区域位于其市镇管辖范围内。

## 地名来源
“Puteaux”一名的来源尚存在争议，该名称可能出自拉丁语单词“puteolis”，意为“水井”；亦可能出自古法语“putiaux”，意为“沼泽的”。

## 历史

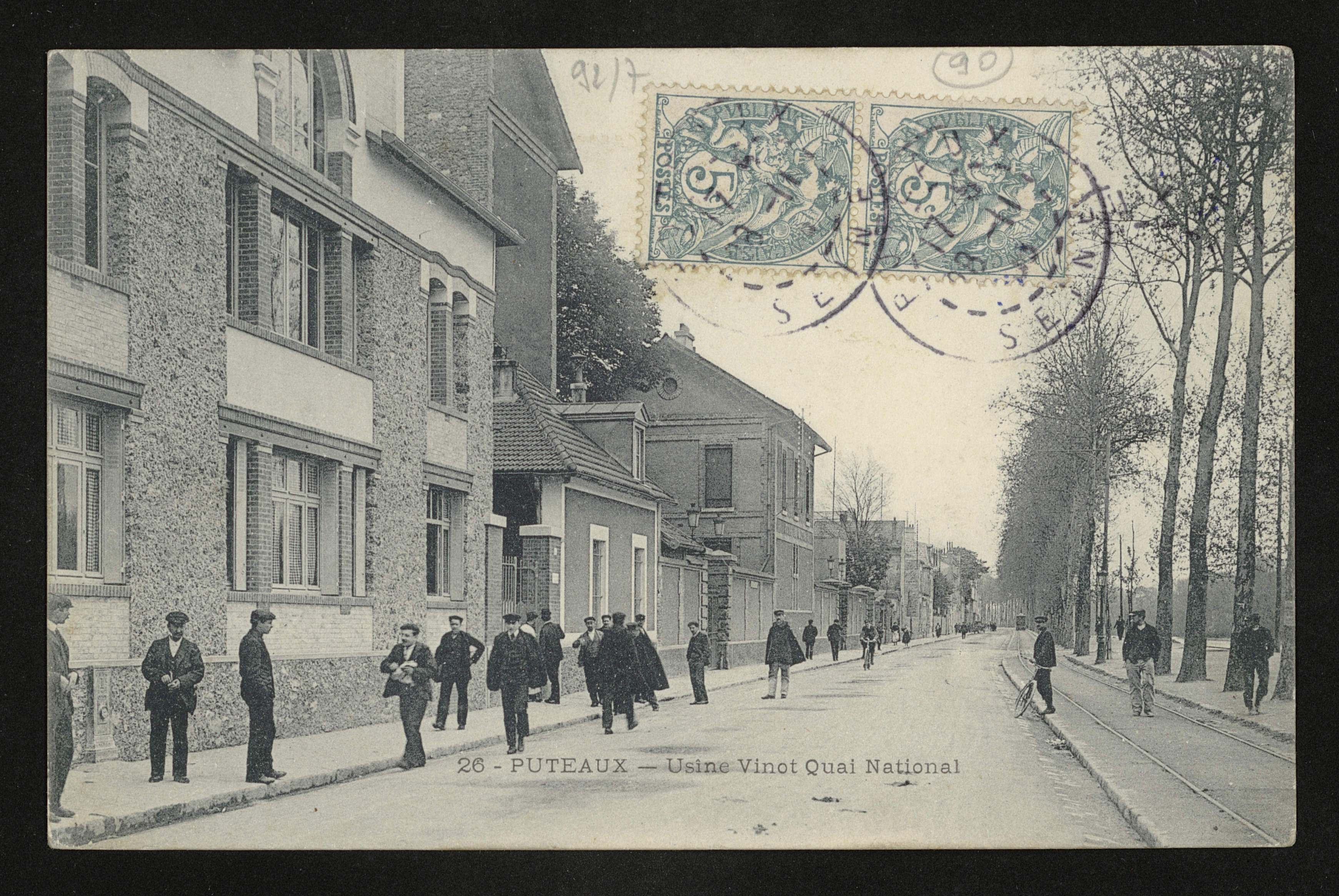
19世纪末的皮托

皮托的早期历史尚不清楚。根据当地官方网站的论述，皮托始建于公元前2至1世纪间，彼时该地为帕里西人的活动范围。公元1148年，皮托首次在一份宗教文件中被提及。中世纪末期，皮托境内建成了一处小教堂，隶属于叙雷讷堂区，后于1717年获得独立。法国大革命后，皮托成为塞纳省的一个市镇。工业革命期间，得益于巴黎的城市扩张以及铁路的建成，皮托人口数量快速增加，当地新建了多处工厂及居民建筑。1968年，塞纳省被撤销，皮托被划入新成立的上塞纳省；与此同时，皮托北侧的大片土地被用于建设拉德芳斯商务区，该区域成为巴黎地区高层建筑最集中的区域。于1981年开门营业的四时商业中心在建成之初曾为欧洲最大的综合商业体。2016年，皮托成为大巴黎都会区的一部分。

## 地理

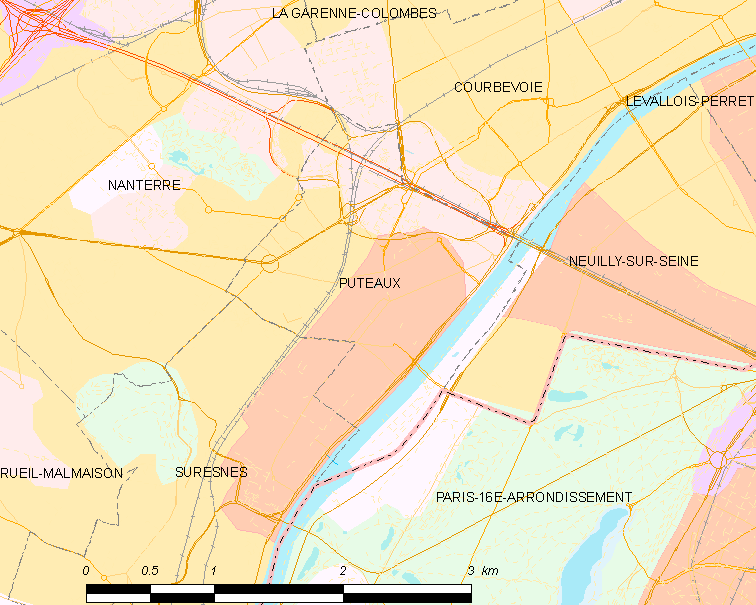
皮托市镇范围地图

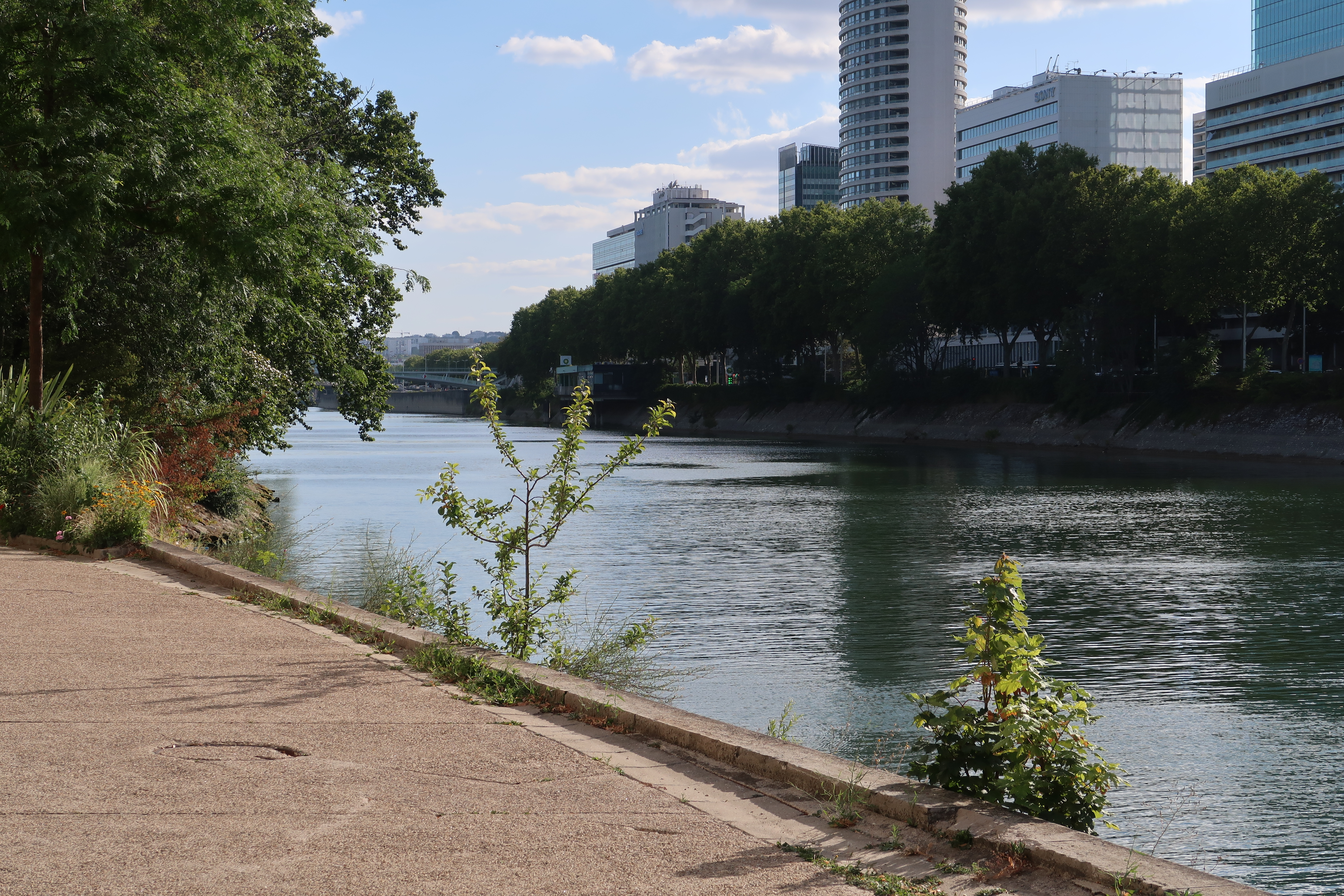
站在皮托岛上，右侧为塞纳河，对岸为皮托市区

皮托位于法国中北部，法兰西岛大区中北部和上塞纳省中北部，距离省会楠泰尔市区大约3公里。与皮托接壤的市镇包括：楠泰尔、库尔伯瓦、塞纳河畔讷伊、叙雷讷和巴黎。

### 地形
皮托位于塞纳河谷左岸，境内以浅丘为主，沿河区域及市镇北侧地势较为平坦，西南侧略有起伏，全境海拔在29到78米之间。

### 水文
塞纳河干流自南向北流经皮托市镇东界，河中央的皮托岛亦是皮托的市镇管辖范围。

### 植被
皮托属于温带阔叶混交林区，林地散落分布于多个街区，火车站附近的磨坊公园（Parc du Moulin）以及市政厅后方的市府广场（Esplanade de l'Hôtel de Ville）是当地主要的城市绿地。
在鲜花城市的评比中，皮托被评为4星级（最高级）鲜花城市。

### 气候
皮托在柯本气候分类法中属于温带海洋性气候（Cfb）。

## 行政区划
皮托的市镇编号为92062，邮政编号为92800。
在行政管理方面，皮托隶属于法国法兰西岛大区上塞纳省楠泰尔区；在地方选举方面，皮托隶属于库尔布瓦第二县，其市镇范围全境被划入上塞纳省第六选区；在社会管理方面，皮托是大巴黎都会区的组成部分，同时也是巴黎西部拉德芳斯公共土地管理局的办公驻地。
截至2024年10月，皮托市镇范围内暂无任何城市敏感街区及城市政策优先街区。
法国国家统计与经济研究所（简称“INSEE”）在进行数据统计时，将皮托及相邻的另外406个市镇设为巴黎城市核心区，并将包括核心区在内的周边共1,794个市镇划为巴黎城市区。自2020年起，巴黎城市区被包含1,949个市镇的巴黎城市辐射区代替。此外，INSEE还将皮托市镇分为了19个“块区”（IRIS），以便于统计人口分布情况。

## 交通

### 公路
A14高速公路从皮托北侧的拉德芳斯商务区下方穿过。皮托境内的大部分道路已完成城市化改造，配套有照明、排水、人行道等设施。
2021年，48.8%的皮托家庭拥有至少一辆私人汽车。2022年，皮托境内共发生各类交通事故72起，造成82人受伤，其中5人重伤。
|  | 2.5 |

| 楠泰尔 | 3.7 |

| 塞纳河畔讷伊 | 3.4 |

| 库尔伯瓦 | 2.3 |

### 铁路
皮托位于巴黎—凡尔赛铁路上，该铁路开行法兰西岛大区铁路L线和U线。

### 航空
皮托距离巴黎-奥利机场和巴黎戴高乐机场的公路里程分别大约26公里和29公里。

### 城市公共交通
巴黎地铁1号线、法兰西岛大区快铁A线、E线、法兰西岛大区列车L线、U线、法兰西岛有轨电车2号线和巴黎公交路网的多条公交线路经过皮托境内。
| 途经皮托境内的主要公共交通线路          | 途经皮托境内的主要公共交通线路 | 途经皮托境内的主要公共交通线路            | 途经皮托境内的主要公共交通线路                                                                                         |
| 站点                                    | 类型                           | 经纬度                                    | 主要停靠线路 |
| --------------------------------------- | ------------------------------ | ----------------------------------------- | --- |
| 皮托站 Gare de Puteaux                  | 城铁站                         | 48°53′00″N 2°14′01″E / 48.8834°N 2.2336°E | [T] · [L] · [U] |
| 皮托站 Gare de Puteaux                  | 有轨电车站 公交车站            | 48°53′01″N 2°14′03″E / 48.8837°N 2.2342°E | RATP 141 157 158 541 RATP                                                                                              |
| 拉德芳斯站 Gare de La Défense           | 地铁站                         | 48°53′29″N 2°14′18″E / 48.8914°N 2.2384°E | (M) · (1) |
| 拉德芳斯 La Défense                     | 快铁站 有轨电车站 公交车站     | 48°53′29″N 2°14′18″E / 48.8914°N 2.2384°E | RATP 73 141 144 159 174 178 258 275 276 278 360 普瓦西-莱米罗 14LM 14V 芒特 72 A14A A14B 7825 圣日耳曼-塞纳河湾 14 N24 |
| 拉德芳斯广场 Esplanade de la Défense    | 地铁站                         | 48°53′17″N 2°15′00″E / 48.8881°N 2.2501°E | (M) · (1) |
| 讷伊桥-左岸 Pont de Neuilly-Rive Gauche | 公交车站                       | 48°53′14″N 2°15′10″E / 48.8873°N 2.2529°E | RATP 73 157 158 174 175 176 N24                                                                                        |
| 下罗歇 Bas Roger                        | 公交车站                       | 48°52′47″N 2°14′10″E / 48.8798°N 2.2362°E | RATP 93 144 157 541 RATP                                                                                               |
| 医院-皮托桥 Hôpital - Pont de Puteaux   | 公交车站                       | 48°52′43″N 2°14′32″E / 48.8787°N 2.2421°E | RATP 93 157 541（自西向东单向停靠）                                                                                    |
| 莱格拉维耶 Les Graviers                 | 公交车站                       | 48°53′15″N 2°14′00″E / 48.8876°N 2.2334°E | RATP 159 258 360 541                                                                                                   |
| 莱贝尔热 Les Bergers                    | 公交车站                       | 48°53′03″N 2°13′34″E / 48.8843°N 2.2261°E | RATP 141 360 |
| 1. 2.                                   |                                |                                           | |

## 政治
皮托的现任市长为若埃勒·塞卡尔迪-雷诺女士，她是共和党的一名成员，在2020年的市政选举中获得了65.03%的支持率。
在2022年的法国总统大选的第二轮选举中，法国第25任总统埃马纽埃尔·马克龙在皮托获得了76.64%的支持率。

## 人口
2021年，皮托市镇人口数量为43,672，在法国排名第170位。其中男性20,795人，女性22,877人，75岁及以上人口占5.6%，外籍人口数量为6,556人，人口密度为13,690人/平方公里，当地居民被称为（男性）或（女性）。2022年，皮托境内出生620人，死亡人口275人。
| 皮托1901年－2021年人口变化情况 |
|                                |
| 数据来源：Cassini、INSEE       |

## 经济

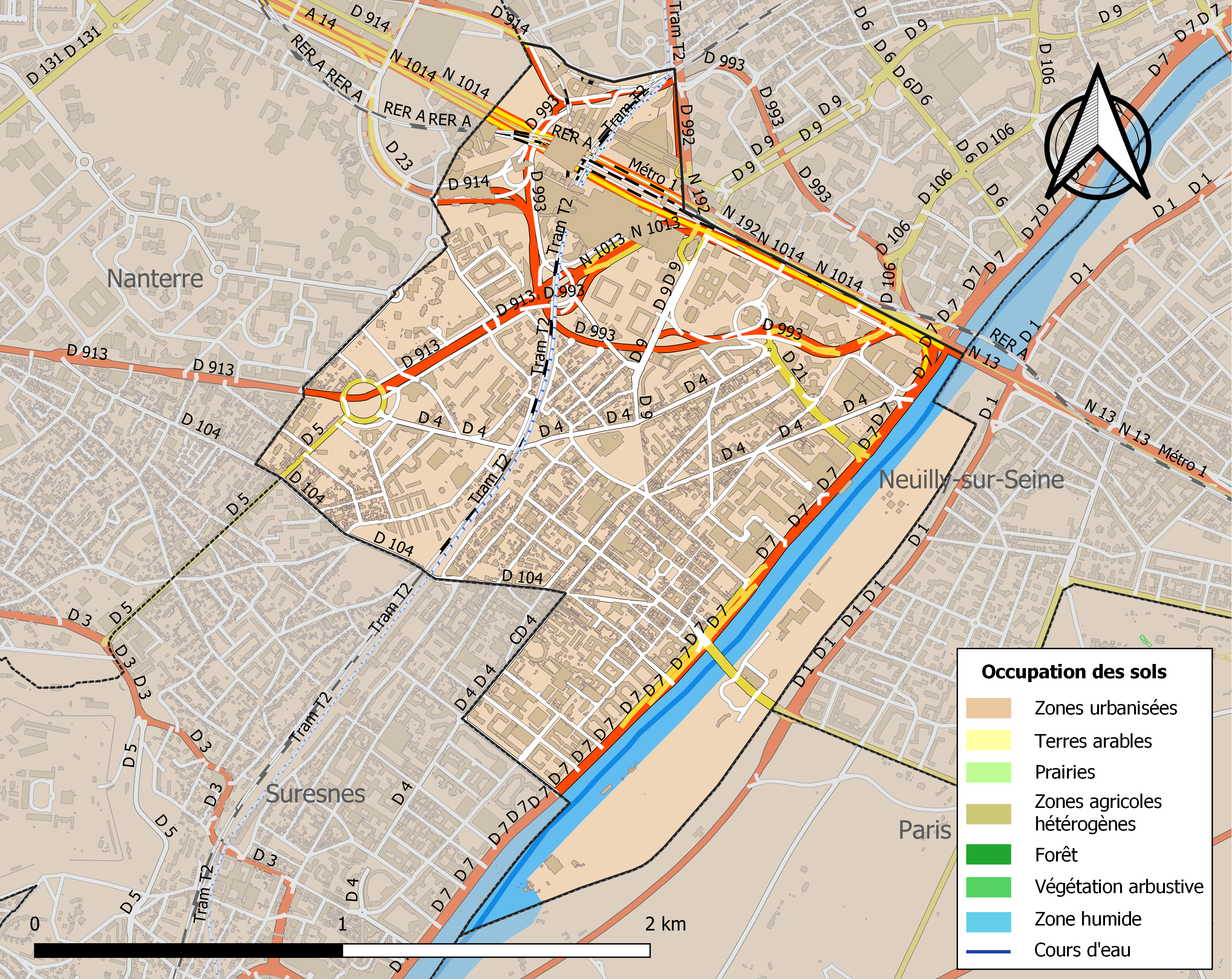
皮托土地利用情况地图

皮托是巴黎西部的近郊卫星城。截至2024年10月，皮托市镇范围内共有各类用人单位（包含自雇）12,062家，平均历史为15年，其中79.34%为中小型企业（PME），2024年8月至10月间，当地的经济活力指数为0.01%。万宝盛华法国（Manpower France，人力资源）、壳牌法国（Shell France，能源）及道达尔能源非洲市场部（Totalenergies Marketing Afrique，能源）是当地2022年已公布营业额最高的三个企业，分别为3,351,775,000欧元、2,705,995,290欧元和1,969,523,133欧元。

## 财政与居民收入
2022年，皮托的财政收入总额为187,793,000欧元，财政支出总额为178,790,000欧元，当年的债务总额为717,680欧元。2022年，皮托市镇通过增值税获得9,501,390欧元的收入，此外当地还共获得了2,823,680欧元的国家直接财政补助。
| 皮托居民收入情况                                 | 皮托居民收入情况 | 皮托居民收入情况      | 皮托居民收入情况 |
| 内容                                             | 皮托             | 法国                  | 统计年份         |
| ------------------------------------------------ | ---------------- | --------------------- | ---------------- |
| 征税家庭总数                                     | 21,325           | 1,081（法国市镇平均） | 2022年           |
| 居民平均月收入                                   | 4,028欧元        | 2,435欧元             | 2022年           |
| 高级职员人均月收入                               | 4,934欧元        | 4,331欧元             | 2021年           |
| 中级职员人均月收入                               | 2,830欧元        | 2,470欧元             | 2021年           |
| 普通职员人均月收入                               | 2,143欧元        | 1,801欧元             | 2021年           |
| 贫困率                                           | 10%              | 14.5%                 | 2020年           |
| 青壮年（15至64岁）失业率                         | 9.4%             | 7.4%                  | 2020年           |
| 征税家庭数量占比                                 | 65.5%            | 45.5%                 | 2020年           |
| 家庭年均纳税                                     | 8,206欧元        | 4,393欧元             | 2022年           |
| 资料来源：INSEE、L'Internaute、Le Journal du Net |                  |                       |                  |

## 社会事务

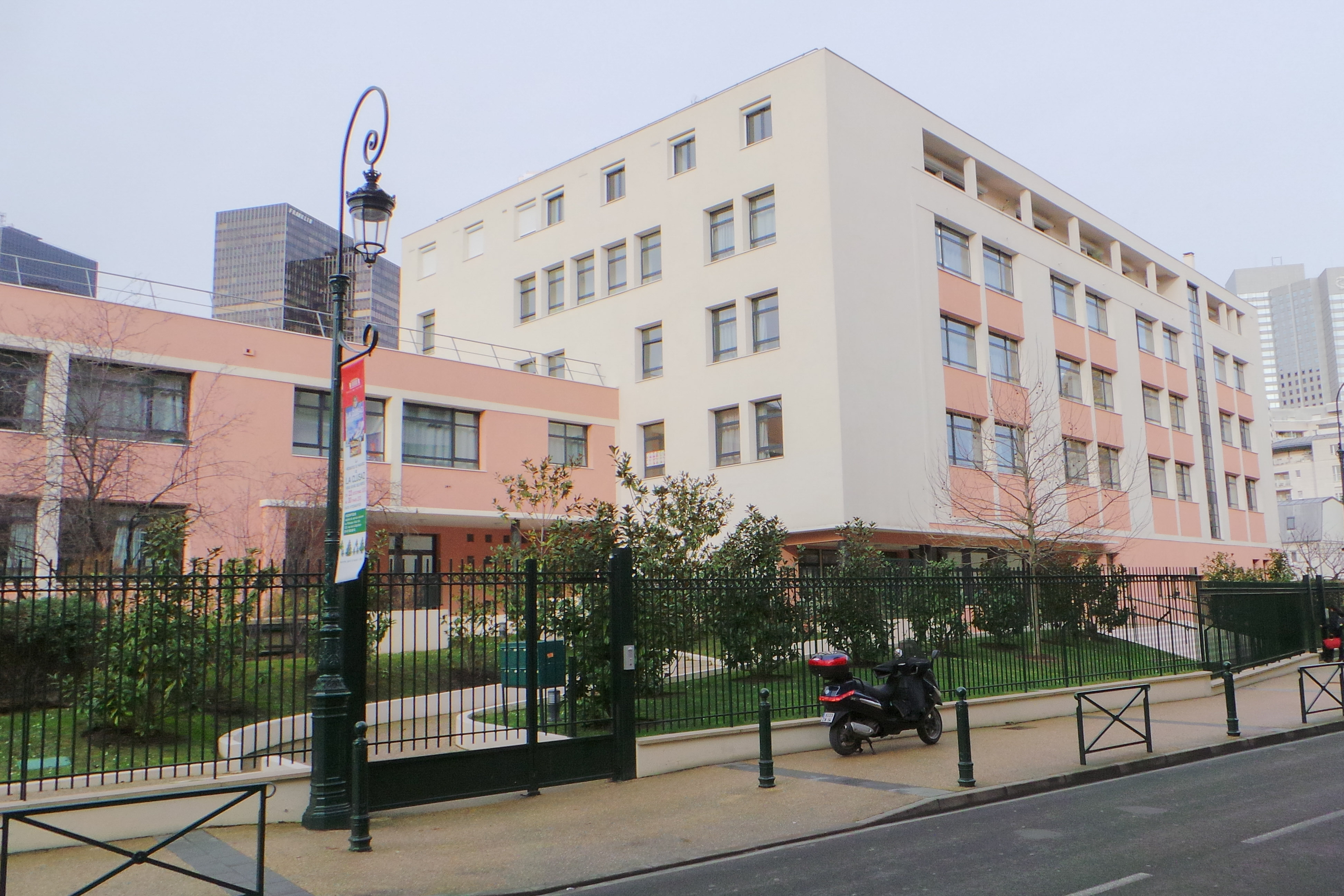
皮托的一所学校

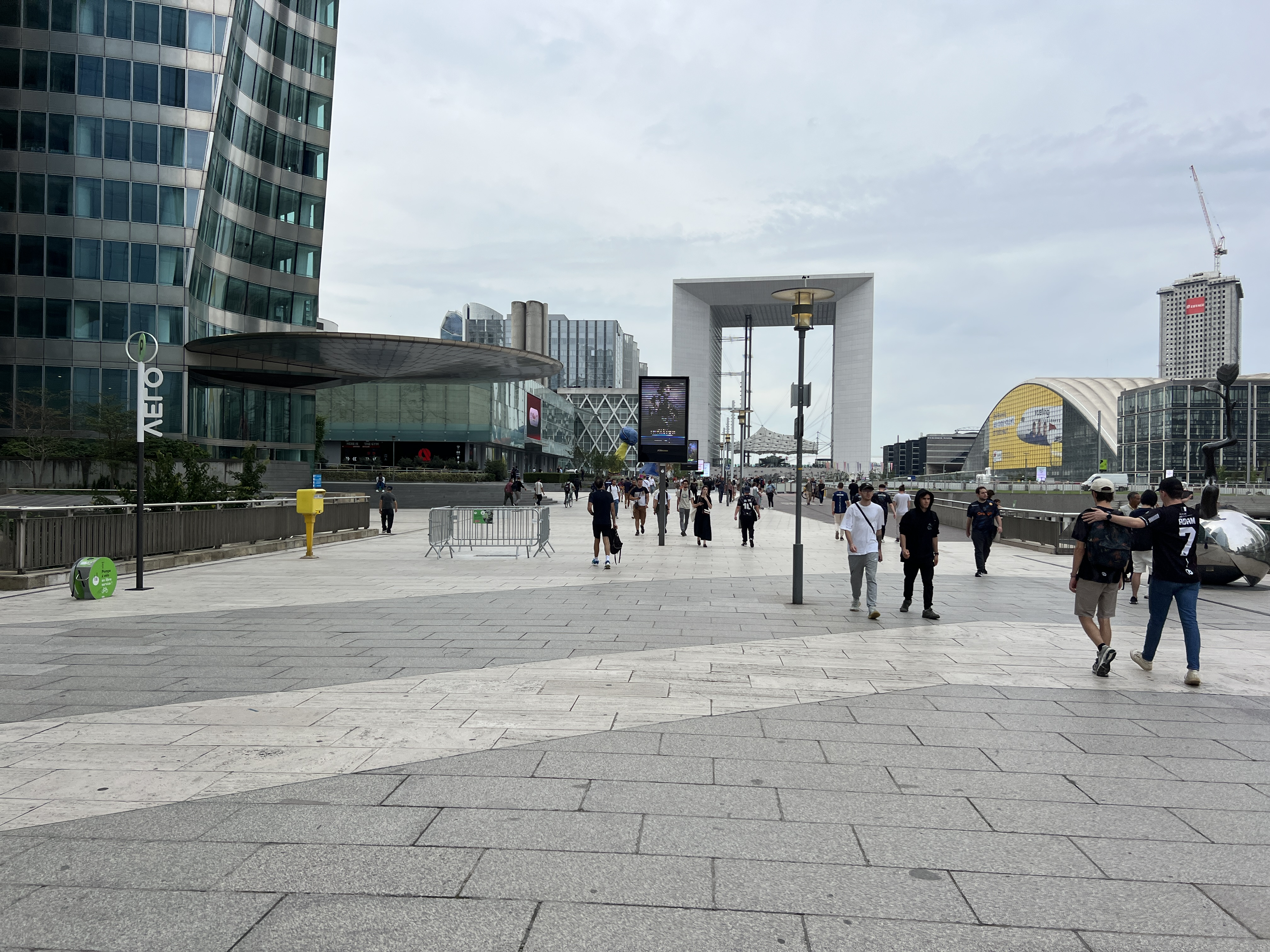
拉德芳斯步行街

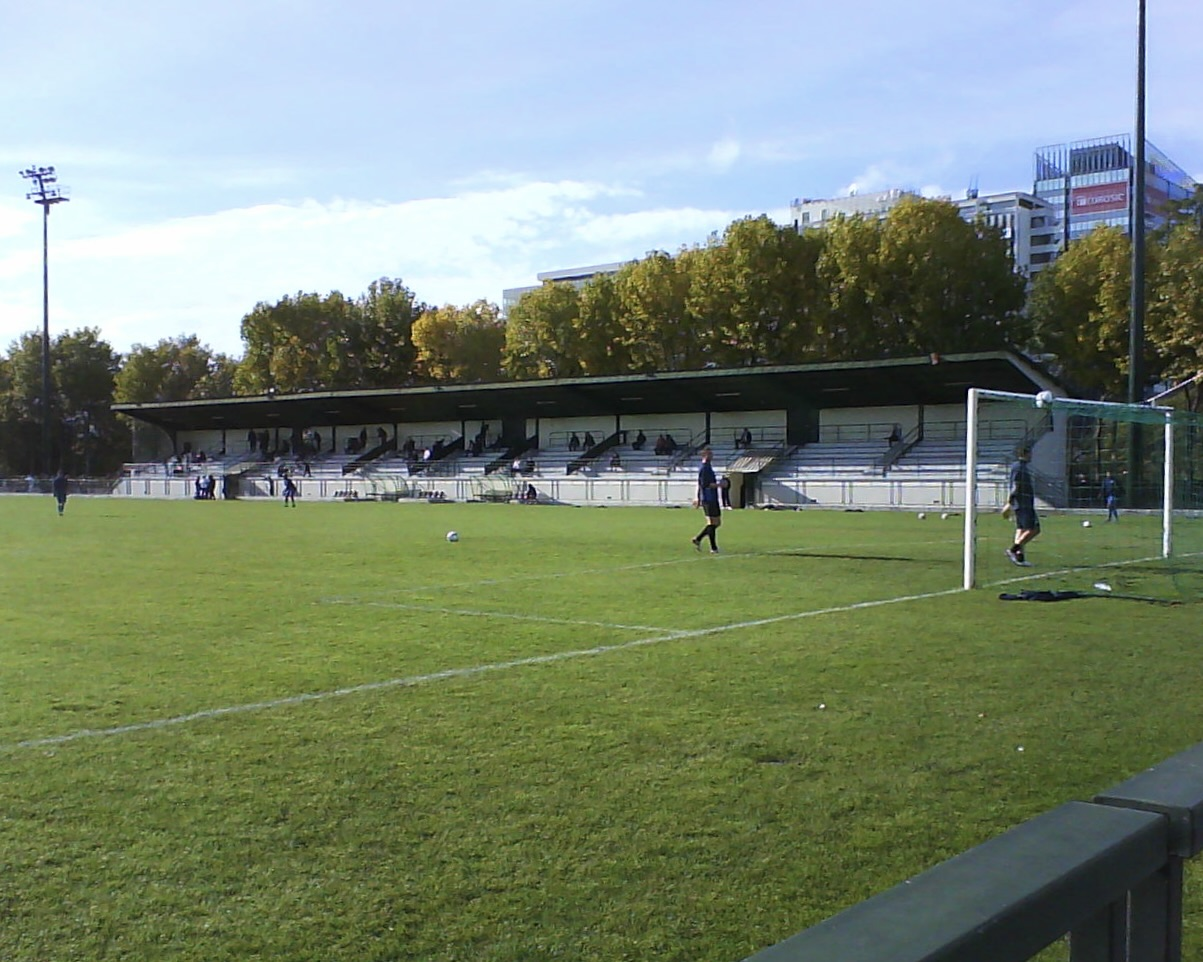
莱昂·拉博球场

### 教育
皮托属于凡尔赛学区。截至2023年1月1日，皮托境内共有7所幼儿园、13所小学、3所初级中学、1所普通高中和1所职业高中。2022至2023学年度，皮托境内共有在校中等教育阶段学生2,807名。
在高等教育方面，皮托境内建有一所卫生学校。

### 医疗
截至2023年1月1日，皮托境内共有全科医生29名、保健师63名、牙医47名、护士13名、耳科医生2名、眼科医生2名、助产士8名、儿科医生3名和妇科医生4名。境内共有药房16家、养老院2家。
距离皮托最近的区域性医疗机构为佛煦医院联盟（Association Hôpital Foch），其主病区佛煦医院位于叙雷讷境内，距离皮托市区的正常车程大约9分钟，该院设有床位550个。

### 住房
2021年，皮托境内共有各类住房25,709套，其中2.6%为独立式住宅，95.8%为集中式住宅。常住房屋占皮托市镇范围内居民建筑总量的82.5%。
在住房保障政策方面，2023年，皮托境内共有7,655户家庭获得了家庭津贴补助，受益人数占总人口数量的17.5%，其中3,010份为房租补助。

### 商业
2021年，皮托境内共有各类实体商铺1,268家，其中餐厅328家、大型超市11家、杂货店19家、面包房35家、肉铺8家、书店17家、装饰品店1家、银行门店42家、美容美发店65家、汽车维修店18家。皮托北部的拉德芳斯商务区内建有西田四时商业中心，内有欧尚、Darty、Foot Locker等商铺。

### 体育
2023年，皮托境内共有3家游泳池、9间体育馆、1座综合体育场、4处网球场、3处足球或橄榄球场、10处篮球或排球场以及2处高尔夫球场。
截至2024年10月，皮托境内共有三家注册足球俱乐部。皮托市政体育俱乐部（Puteaux CS Municipal，编号514386）是当地的代表性足球队，其主队2024至2025赛季参加法兰西岛大区足球联赛乙组（法国第七级别），其主场为位于皮托岛上的莱昂·拉博球场（Stade Léon Rabot）。

### 环境
皮托的环境事务由其所属的大巴黎都会区联合各级政府协调负责。2021年，皮托境内暂无污染企业。

### 治安
2021年，皮托市镇范围内共有3处派出所。
2023年，皮托市镇范围内累计记录各类案件4,630起，其中盗窃类案件2,558起，人身侵犯案件649起，毒品交易类案件943起。

## 文化
2023年，皮托境内共有2家剧场和2家电影院。皮托市政府在其市镇范围内建有四处多媒体中心。

### 建筑
皮托境内有多处历史建筑，其中怜悯圣母教堂、圣玛蒂尔德教堂等为法国国家文物保护单位，拉德芳斯商务区内的众多高楼以及建于1973年的法兰西塔是当地的地标性建筑物。

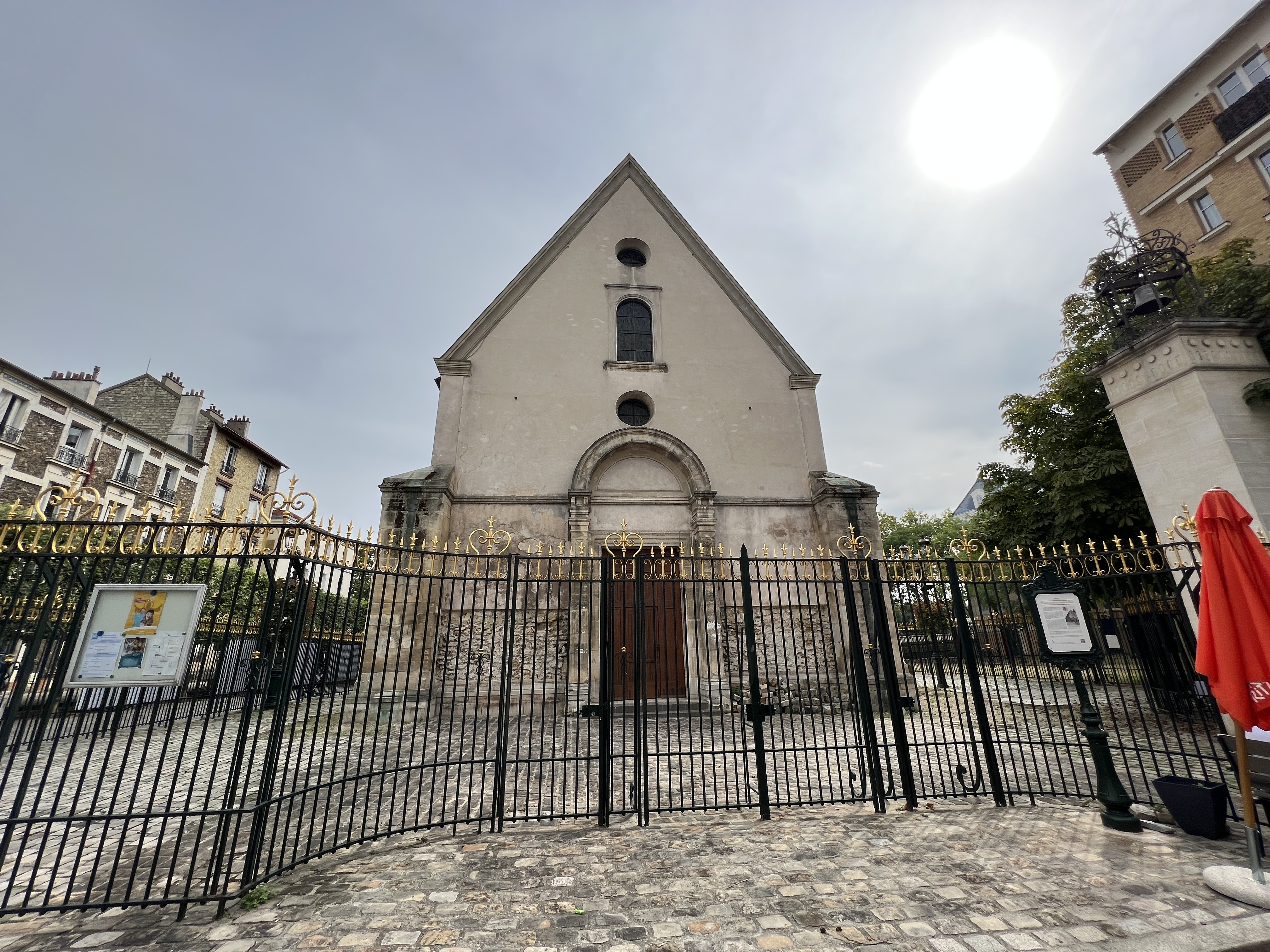
怜悯圣母教堂（法语：Église Notre-Dame-de-Pitié de Puteaux）
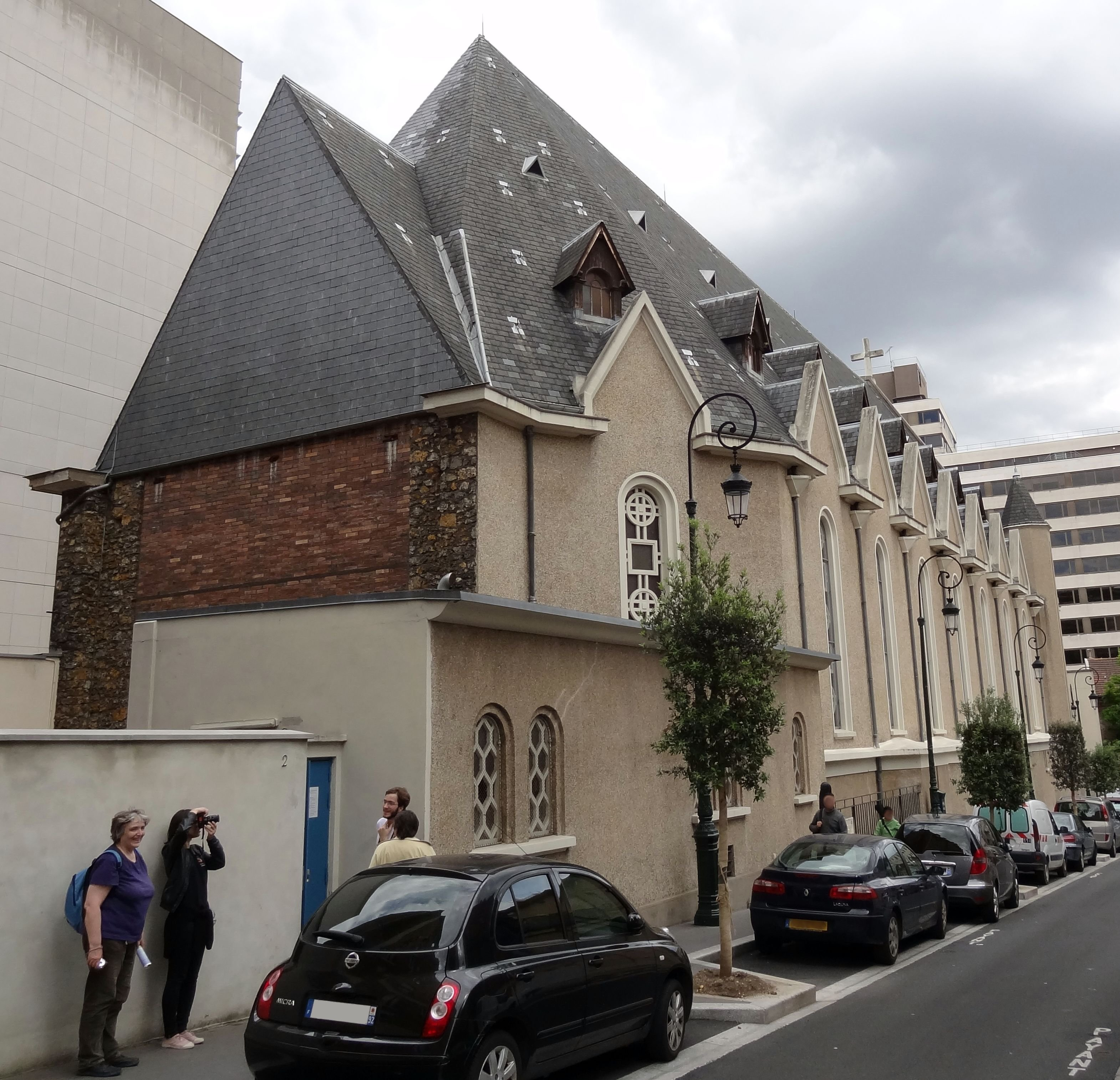
圣玛蒂尔德教堂（法语：Église Sainte-Mathilde de Puteaux）
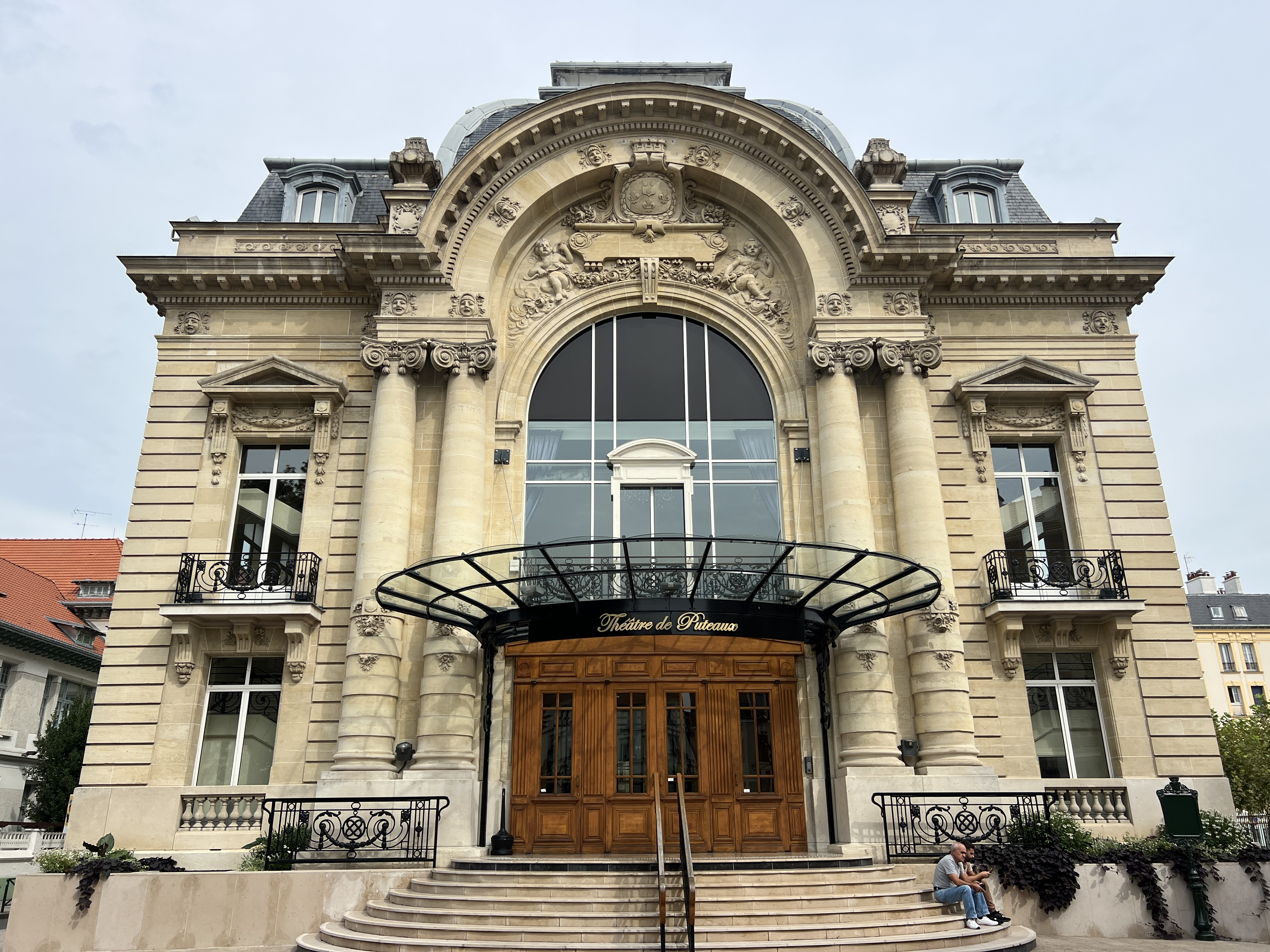
皮托大剧场
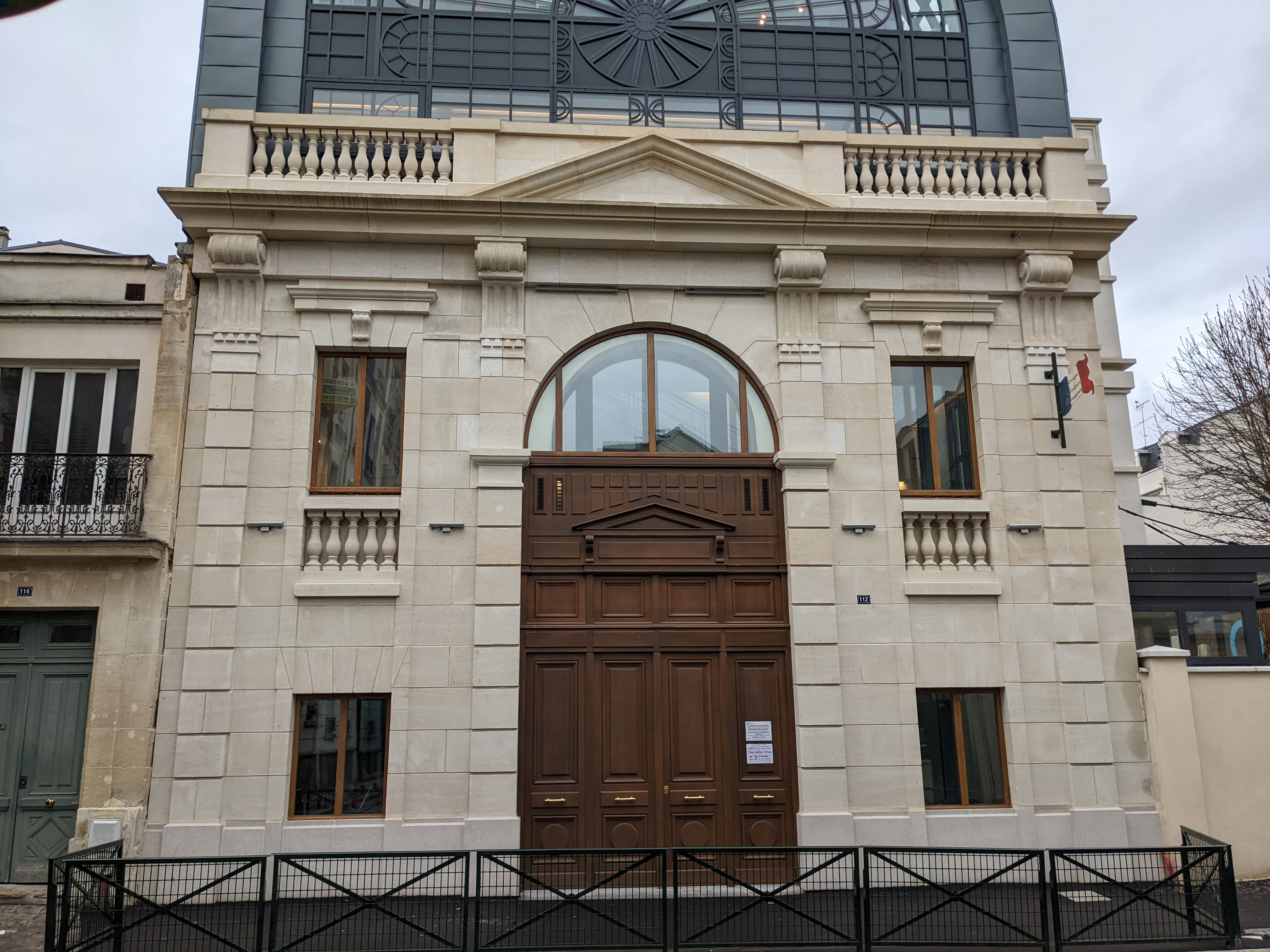
赌场电影院
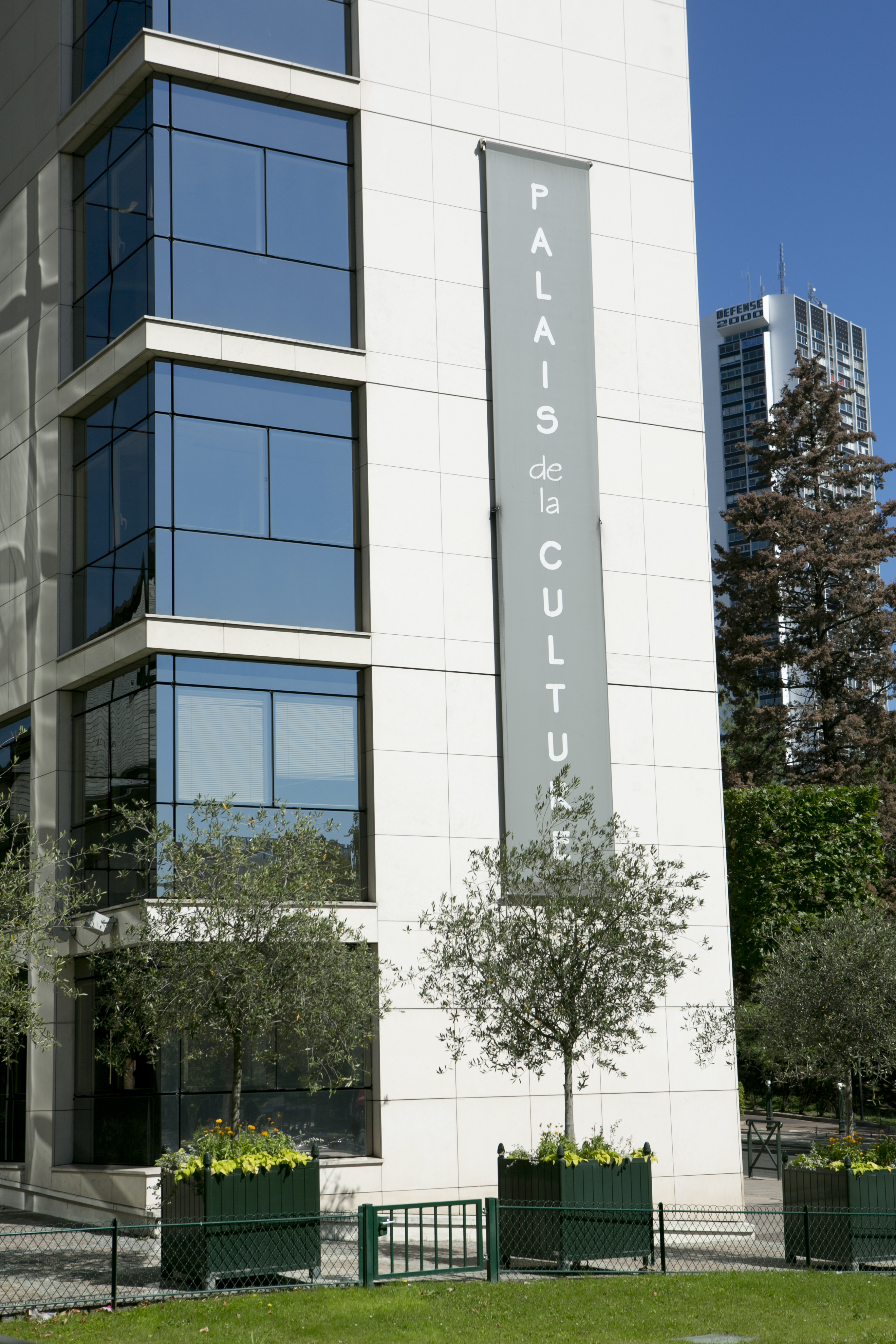
文化宫
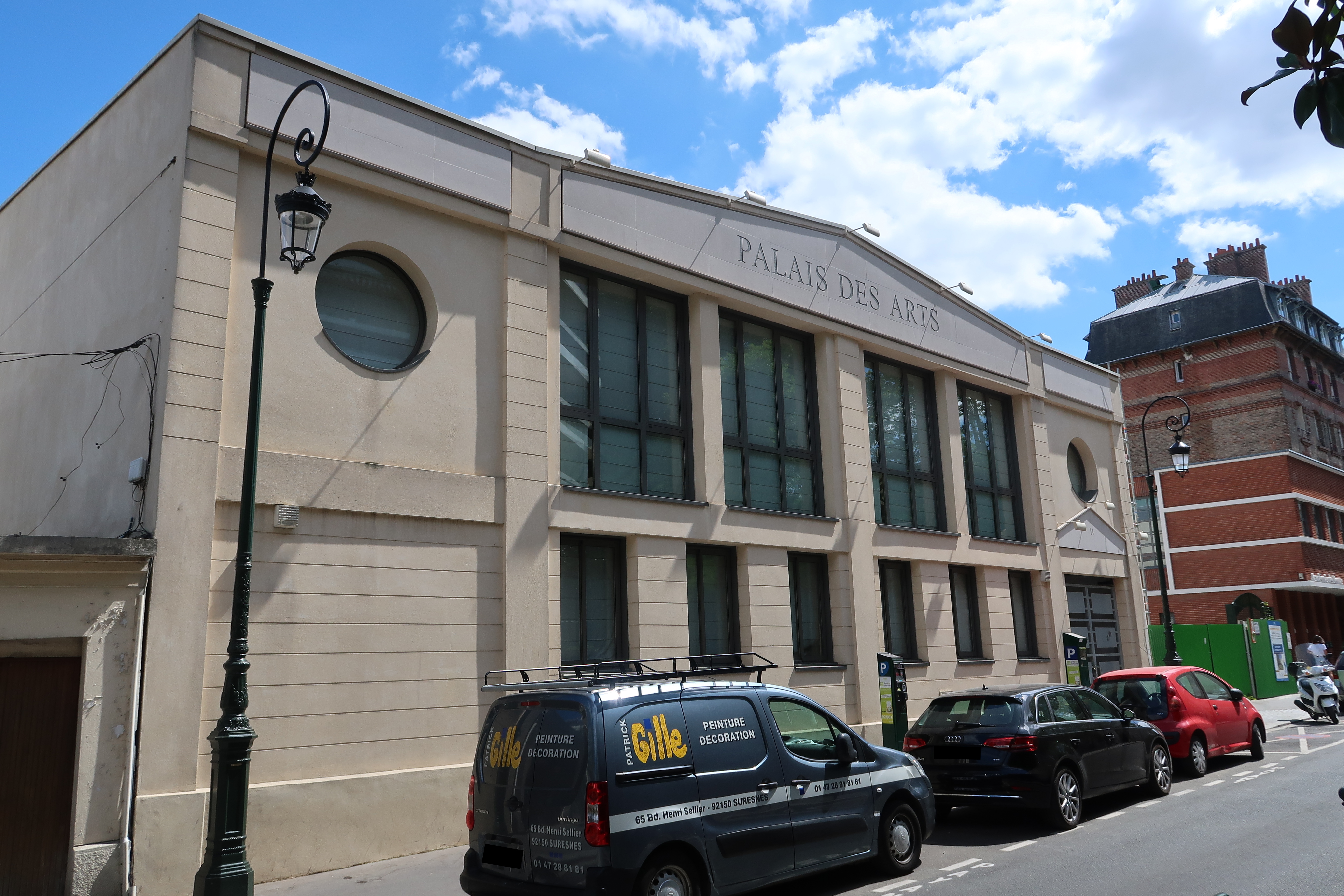
艺术宫
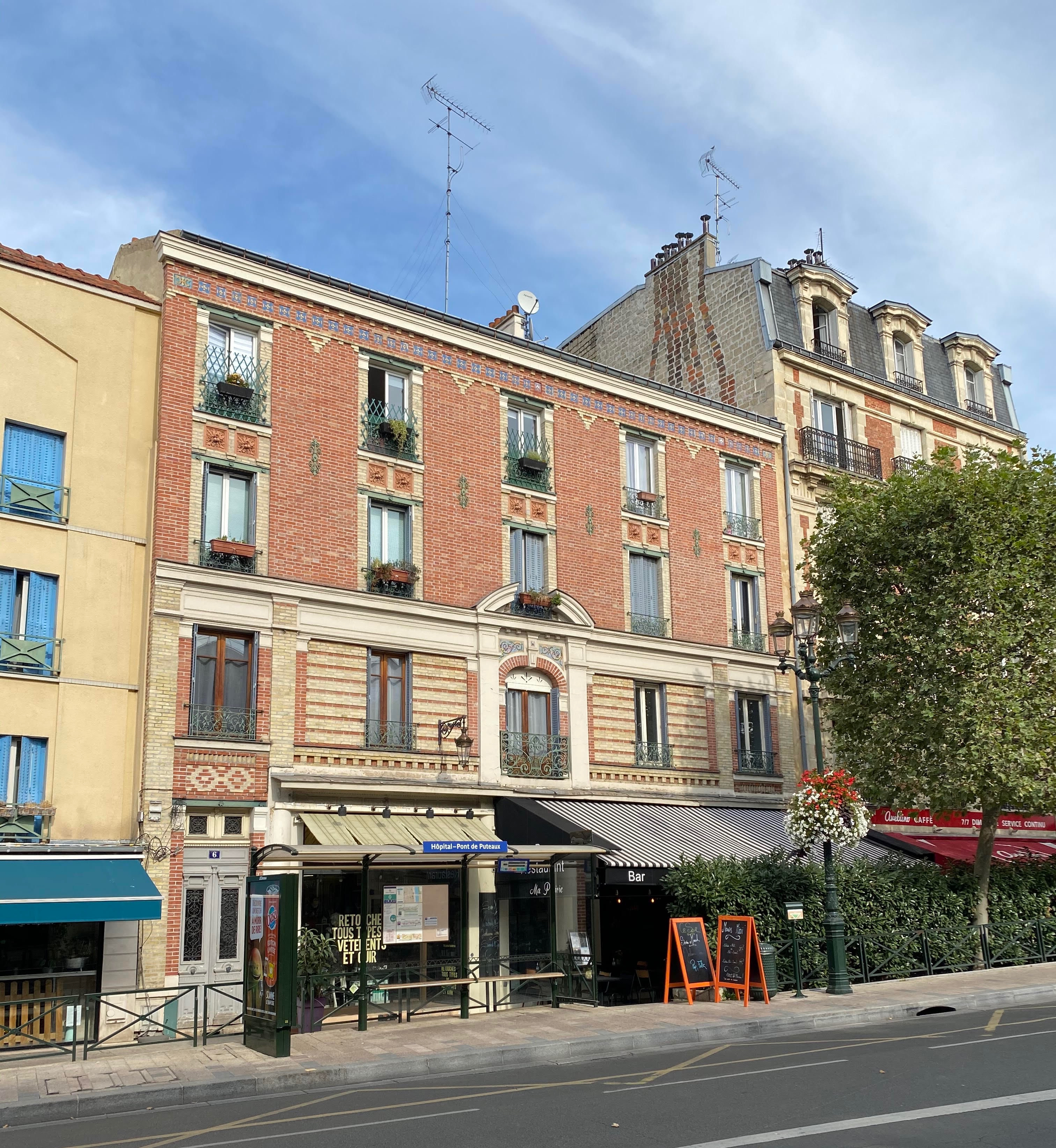
一处居民楼

### 旅游
皮托的旅游事务由其所属的大巴黎都会区联合各级政府协调负责。2024年，皮托境内共有12家酒店共计1,019间房间。

### 媒体
法国主要的媒体均可在皮托接收，法国电视三台下属的法兰西岛大区频道在部分时段播出皮托所在上塞纳省的地方新闻。《巴黎人报》、蓝色法兰西巴黎广播、BFM电视台法兰西岛频道等是当地主要的地方性媒体。

## 相关人物
法国作曲家让·巴拉凯、画家居斯塔夫·吉约梅、游泳运动员阿兰·莫斯科尼和女演员艾曼纽·德芙出生于皮托。

## 友好城市
截至2024年10月，皮托共与九座城市建立了友好城市关系或合作交流协议：
- 葡萄牙 布拉加
- 盧森堡 阿尔泽特河畔埃施
- 以色列 甘亚夫内
- 卡蒂
- 默德灵
- 德国 美因河畔奥芬巴赫
- 義大利 韦莱特里
- 塞爾維亞 泽蒙
- 葡萄牙 布拉加